# Южный (Самарская область)
Ю́жный — посёлок в Большеглушицком районе Самарской области. Административный центр сельского поселения Южное.

## История
В 1973 году указом Президиума Верховного Совета РСФСР посёлок центральной усадьбы совхоза «Южный» переименован в Южный.

## Население
| 2010 |
| ---- |
| 965  |

Проживают русские, башкиры.

## Улицы
| - ул. Заречная, - ул. Комсомольская, - ул. Лесная, - ул. Луговая, - ул. Набережная, - ул. Озёрная, - ул. Почтовая, | - ул. Производственная, - ул. Солнечная, - ул. Целинная, - ул. Центральная, - ул. Школьная, - ул. Юбилейная. |

## Религия
Православные храмы
- Церковь Троицы Живоначальной